# Cotó fluix de sucre
El cotó fluix de sucre o sucre filat és una llaminadura formada per una sèrie de fils de sucre enrotllats entorn d'un bastó. Es prepara amb una màquina especial i es ven normalment en fires i altres esdeveniments festius. El color característic del cotó fluix de sucre és el rosa, encara que també és popular una barreja de rosa, porpra i blau.
Al tacte, el cotó fluix de sucre és suau i molt similar al cotó (d'aquí ve el seu nom) quan és sec, però es dissol amb facilitat a la boca i deixa enganxoses les mans i la cara. No té una aroma característica, però d'habitud les màquines utilitzades per fabricar-ne tenen una forta olor de caramel o sucre.
Com que la major part del cotó fluix de sucre és aire, les racions solen ser molt grosses. Malgrat la creença general que aquesta llaminadura pot causar càries –ja que essencialment és sucre–, té una quantitat menor de sucre que la d'una llauna de refresc típica de 350 centímetres cúbics, és a dir, una quantitat semblant a la d'una culleradeta de sucre. El cotó fluix de sucre també és un dolç molt popular en espectacles de circ. Als Estats Units, el 7 de desembre se celebra el National Cotton Candy Day.

## Història

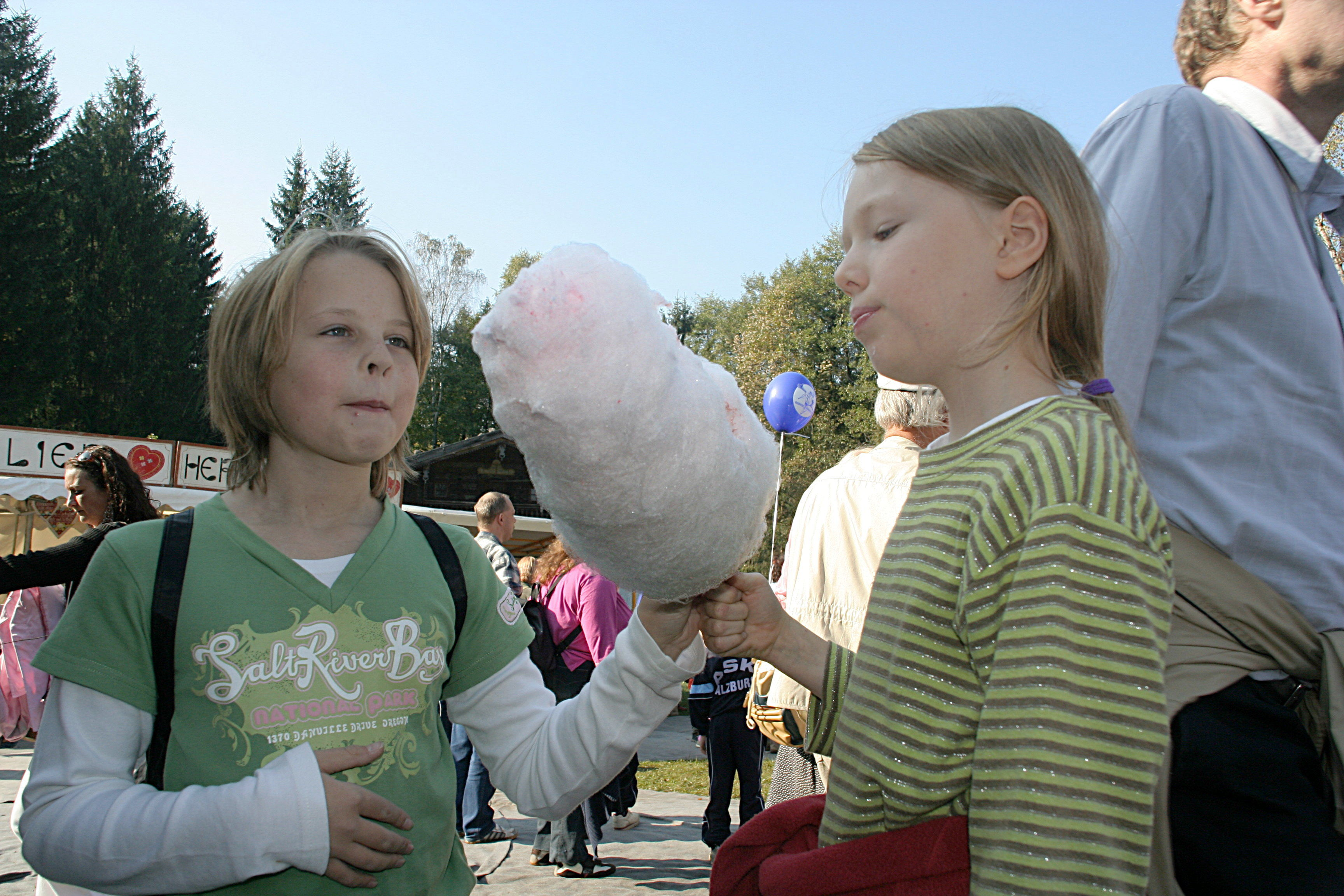
Dues nenes que mengen cotó fluix de sucre

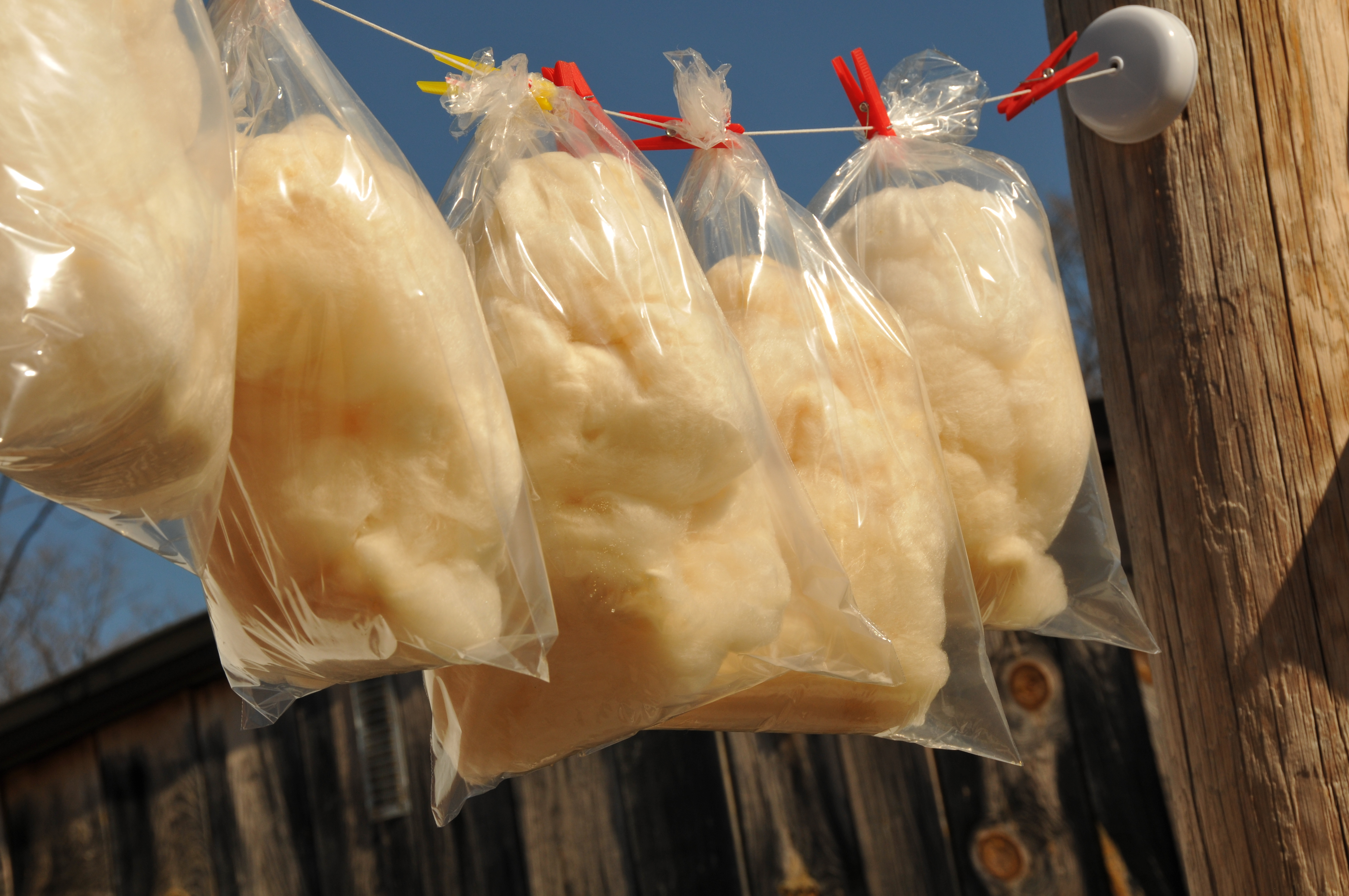
Cotó de sucre amb gust d'auró a la cabane à sucre (cabana de sucre), Pakenham, Canadà

La base del que avui es coneix com a cotó fluix de sucre va néixer cap a l'any 1400 a Itàlia, on els cuiners solien escalfar sucre fins a fer-lo líquid i després, amb una forquilla o un estri semblant, formaven llargs fils flexibles que en acabat embullaven i usaven com a decoració d'altres postres a base de xocolata o crema. Tanmateix, aquest tipus de preparació prenia molt de temps i es tornava massa car, per la qual cosa mai no es va fer gaire popular.
El cotó de sucre filat a màquina va ser inventat l'any 1897 pel dentista William Morrison i el pastisser John C. Wharton, van crear una màquina capaç de formar fils fins de manera automàtica amb el sucre líquid, fent passar sucre líquid barrejat amb colorants per un teixit. La màquina es va presentar per primera vegada al gran públic a l'Exposició Mundial de 1904 com a Fairy Floss amb gran èxit,. El 6 de setembre de 1905, Albert D. Robinson de Lynn, Massachusetts va presentar la seva patent per a una màquina elèctrica de filar caramels, una combinació d'un motor d'arrencada electrònic i un bol giratori accionat per motor que mantenia la calefacció de manera eficient. El maig de 1907, va transferir els drets a la General Electric Company de Nova York. La seva patent es manté avui com a màquina bàsica de cotó de sucre.
La invenció va ser presentada primer a la Fira Mundial de França de 1900 amb el nom fairy floss ('seda de fades'), i després a la Fira Mundial de Saint Louis (Estats Units) de 1904 a un preu de 25 centaus la porció (un preu excessiu per a l'època, però que no va evitar que esdevingués un èxit). Més tard les botigues de llaminadures van començar a comprar les màquines oferint el producte per un preu inferior i amb el nom de sugar spun ('filat de sucre'). Nogensmenys, les màquines resultaven fràgils, de manera que el producte no es convertí encara en el succés massiu que és avui.
Cap al 1940, una altra empresa, Gold Metal Products, va crear un altre model sobre la base del mateix principi, fent màquines més sòlides i formades per peces metàl·liques més resistents i menys proclius a fallades. D'aquesta manera, la llaminadura es va acabar de consolidar entre la gent, ja que baixà el preu final de cara al consumidor. El funcionament d'aquesta màquina és el mateix del de les màquina actuals: el sucre barrejat amb colorant es col·loca al centre de la màquina on es disposa un petit bol que té adossat un dispositiu per fer-lo girar a gran velocitat i una font de calor per fondre'n el contingut. Després, gràcies a la força centrífuga, el líquid es filtra per una sèrie de petits forats en els costats. Quan el sucre entra en contacte amb l'aire se solidifica formant uns fins fils similars a la vista al cotó fluix que s'amunteguen en un recipient més gran col·locat entorn del cos central de la màquina. L'operador llavors els ajunta amb un bastó, amb un con o a vegades amb la mà.
Joseph Lascaux, un dentista de Nova Orleans, Louisiana, va inventar una màquina de cotó de sucre similar el 1921. La seva patent va anomenar la dolça confecció "cotó de caramel", finalment va superar el nom "fairy floss", encara que conserva aquest nom a Austràlia. A la dècada de 1970 es va crear una màquina automàtica de cotó de sucre que elaborava i envasava el producte, facilitant la producció en carnavals, parades i altres esdeveniments que requereixen una producció més portàtil.
Tootsie Roll Industries, el fabricant de "Cotton candy" més gran del món, fa una versió en bossa amb gust de fruita anomenada Fluffy Stuff.

## Aromatització
El material d'origen de la malla de caramel sol ser alhora de color i aromatitzat. Quan es fila, el cotó de sucre és blanc perquè està fet de sucre, però afegir colorant o colorant transforma el color. Originalment, el cotó de sucre només era blanc. Als EUA, el cotó de sucre està disponible en una gran varietat de sabors, però predominen dos colors de barreja de sabors — gerd blau i vainilla rosa, ambdós formulats originalment per la marca Gold Medal (que utilitza els noms "Boo Blue" i "Silly Nilly"). El cotó de sucre pot sortir morat quan es barreja. Les màquines de cotó de sucre no eren notòriament fiables fins a la invenció de la medalla d'or d'una base de molla el 1949 — des de llavors, han fabricat gairebé totes les màquines comercials de cotó de sucre i gran part del cotó de sucre als EUA.
Normalment, un cop filat, el cotó de sucre només es comercialitza per color. En absència d'un nom clar que no sigui "blau", el sabor distintiu de la barreja de sabors de gerds blaus s'ha convertit en un sabor compost que alguns altres aliments (xiclets, gelats, caramels de roca, pasta de dents amb fluor) de tant en tant prenen prestat ("cotó de sucre". gelat amb gust") per invocar la nostàlgia del cotó de sucre. La venda de cotó blau de sucre al recinte firal a la dècada de 1950 és un dels primers casos documentats d'aromes de gerds blaus a Amèrica.

## Màquines

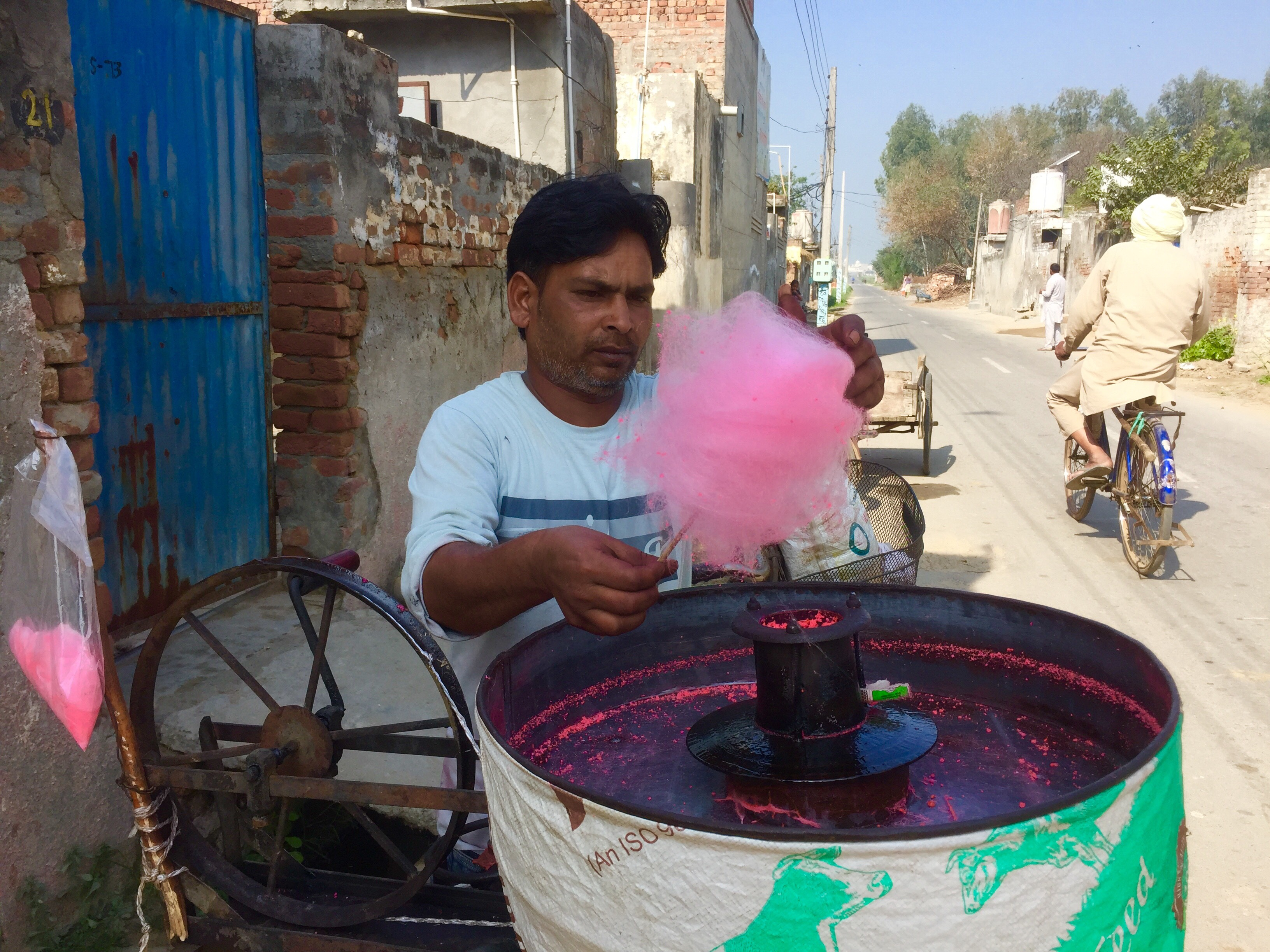
L'home fa cotó de sucre a Village- Bharaj, Sangrur, Punjab, Índia

L'any 1978 es va utilitzar la primera màquina automatitzada per a la producció de cotó de sucre. Des de llavors, han aparegut moltes variants, que van des de la mida del taulell fins a la mida de festa i carnaval. Les màquines modernes per a ús comercial poden aguantar fins a 3 lliures (1.4 kg) de sucre, tenen emmagatzematge per a sabors addicionals i tenen bols que giren a 3.450 revolucions per minut.